# Філадельфійський метрополітен
Філадельфійський метрополітен — система ліній метро в місті Філадельфія, Пенсільванія, США. Разом з підземним трамваєм та лінією міжміського метро PATCO створюють основу громадського транспорту міста.

## Історія
Будівництво естакадного метрополітену почалося в місті у квітні 1903 року, початкова ділянка «Транспортний Центр 69-ї Вулиці»—"15-та Вулиця" відкрилася у 1907 році. Вже наступного року була відкрита підземна ділянка до станції «2-га Вулиця», а до 1920-х відкрилася в повному складі. У 1956 році ділянка від станції «40-ва Вулиця» до «22-та Вулиця» були перенесені в новий тунель, а естакада була розібрана. Починаючи з кінця 1980-х років почалася поетапна реконструкція станцій та колій що завершилася на початку 2000-х.
Помаранчева лінія відкрилася у 1928 році, початкова ділянка від станції «Мерія» до «Олні».

## Лінії
В місті дві лінії Блакитна та Помаранчева, обидві лінії працюють з 5:00 до 1:00.
Блакитна лінія  також відома як Лінія Market–Frankford довжиною 20,8 км та має 28 станцій. Лише приблизно третина лінії проходить у тунелі, решта піднята на естакаду. Лінія починається на заході міста на станції «Транспортний Центр 69-ї Вулиці», що є великим пересадковим вузлом на приміські лінії. Далі естакадою над Маркет-Стріт прямує на схід в центр міста, після станції «46-та Вулиця» спускається під землю, де починаючи зі станції «30-та Вулиця» до лінії приєднується підземний трамвай. На всій спільні з трамваєм ділянці тунель є чотириколійним, на станціях здійснюється пряма безкоштовна пересадка з трамвая на метро. Станції «15-та Вулиця» та «8-ма Вулиця» є пересадковими на Помаранчеву лінію, з «8-ї Вулиці» також можливо пересісти на потяги міжміського метро PATCO. Після станції «2-га Вулиця» лінія різко повертає на північ та піднімається на естакаду по якій доходить до своєї північно-східної кінцевої станції «Транспортний центр Френкфорд», де можна пересісти на тролейбус.
Помаранчева лінія  також відома як Лінія Broad Street довжиною 20,1 км та має 25 станцій. Практично повністю підземна лінія що проходить під однойменною вулицею, наземна лише північна кінцева станція. На півночі лінія починається на станції «Транспортний центр Ферн Рок», з якої можливо пересісти на приміську залізничну лінію, далі прямує на південь через центр міста. Почінаючі з північної кінцевої станції до станції «Walnut–Locust» лінія побудована чотириколійною. Це дозволяє організувати на лінії одночасно рух в двох режимах, так званих локальних потягів що зупиняються на кожній станції та потягів експресів які завдяки значно менші кількості зупинок дозволяють пасажирам значно швидше потрапити в центр міста. При русі на південь на станції «Феїрмонт» існує відгалуження до пересадкового вузла з Блакитною лінією та PATCO — станція «8-ма Вулиця». Починаючи зі станції Ломбард-Саут до своєї південної кінцевої станції AT & T лінія є двоколійною.

## Особливості
Лінії мають різну ширину колії; якщо Блакитна лінія використовує нетипову ширину 1588 мм (так звана Пенсильванська колія), то на Помаранчевій лінії використовується стандартна ширина. Це унеможливлює використання потягів Блакитної лінії на Помаранчевій та навпаки.
Також на лініях різна довжина платформ, якщо на Помаранчевій лінії це 168 метрів, то на Блакитній — лише 106.

## Галерея

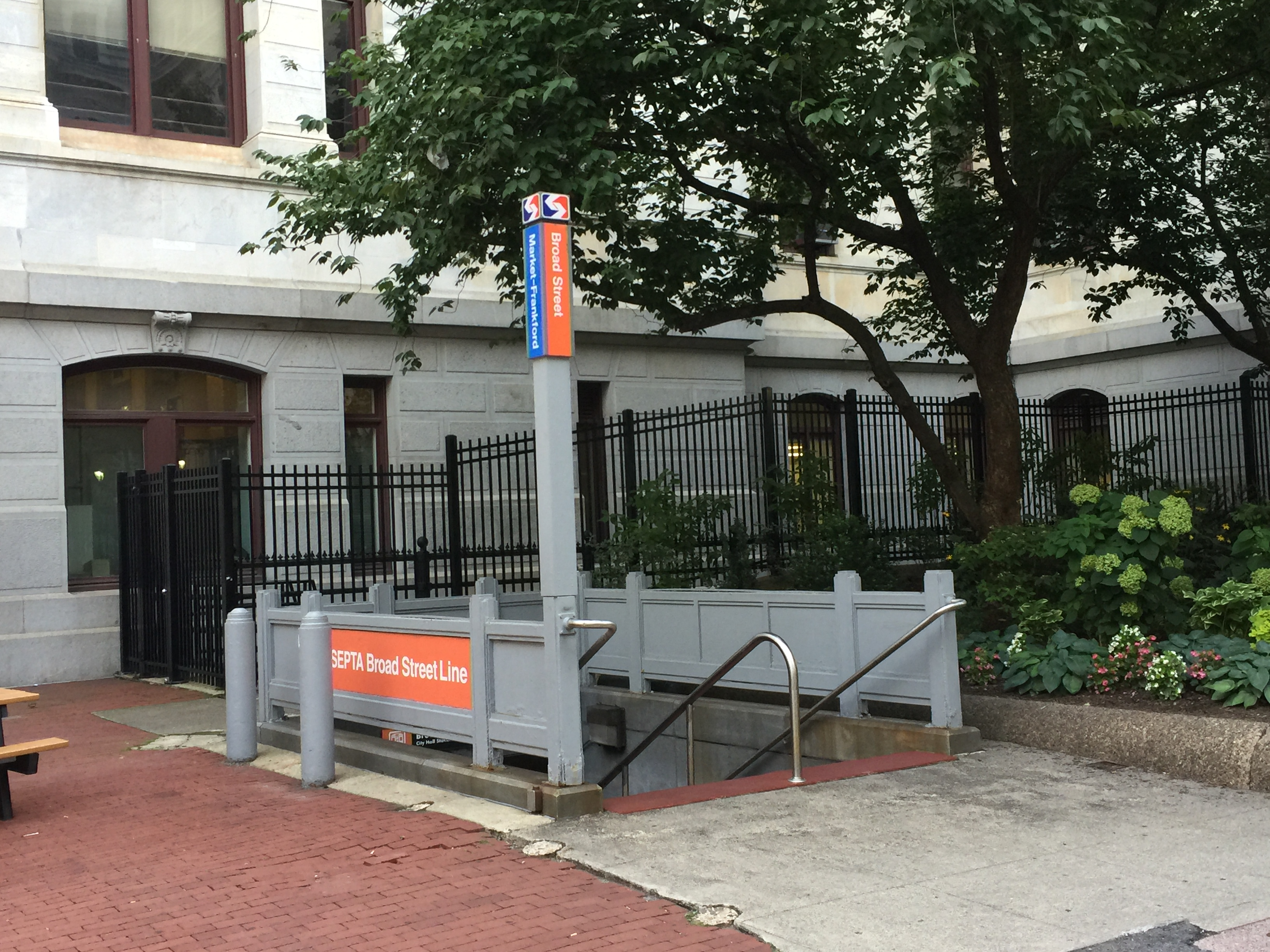
Типовий вихід з підземної станції
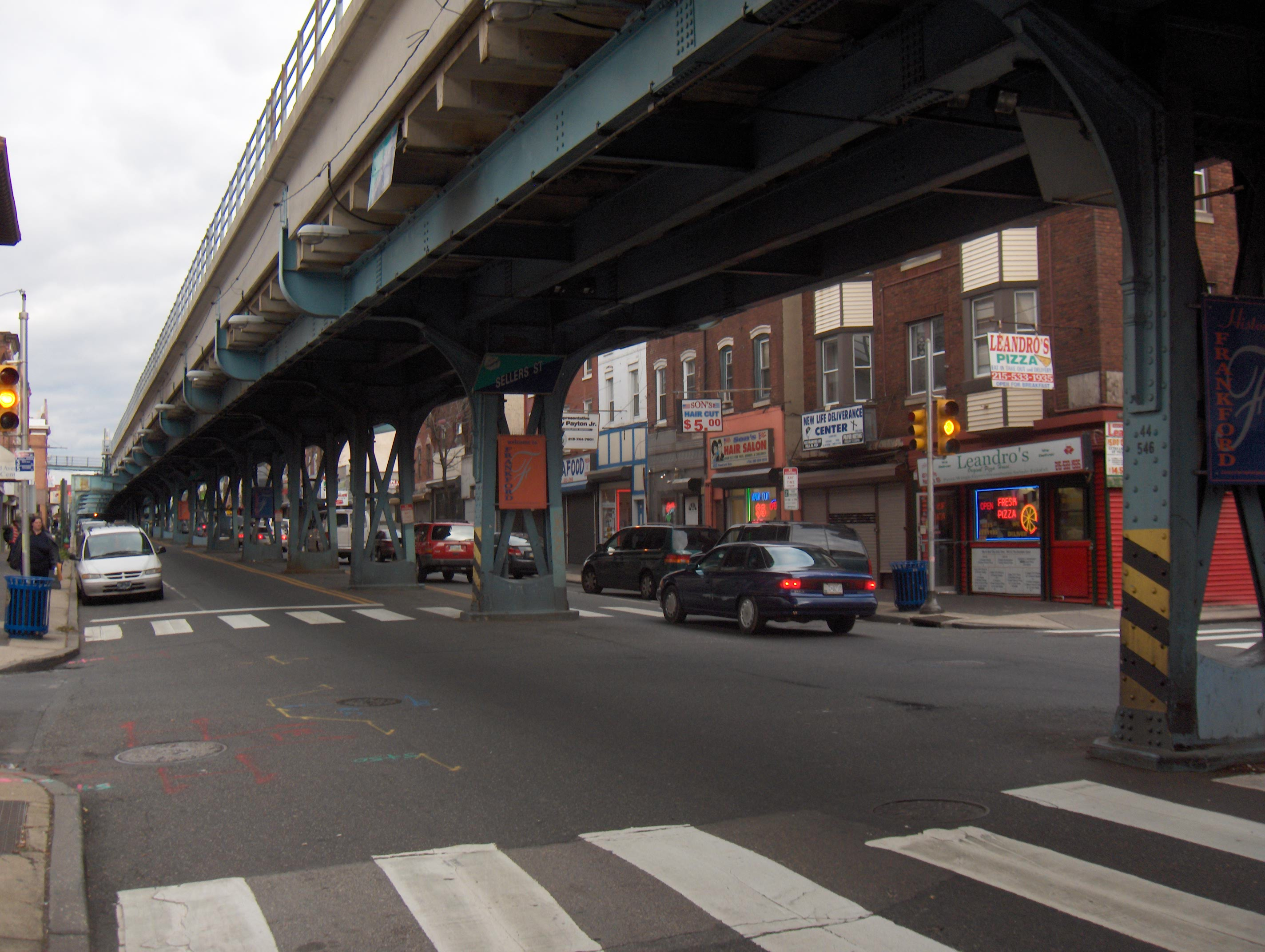
Естакада Блакитної лінії
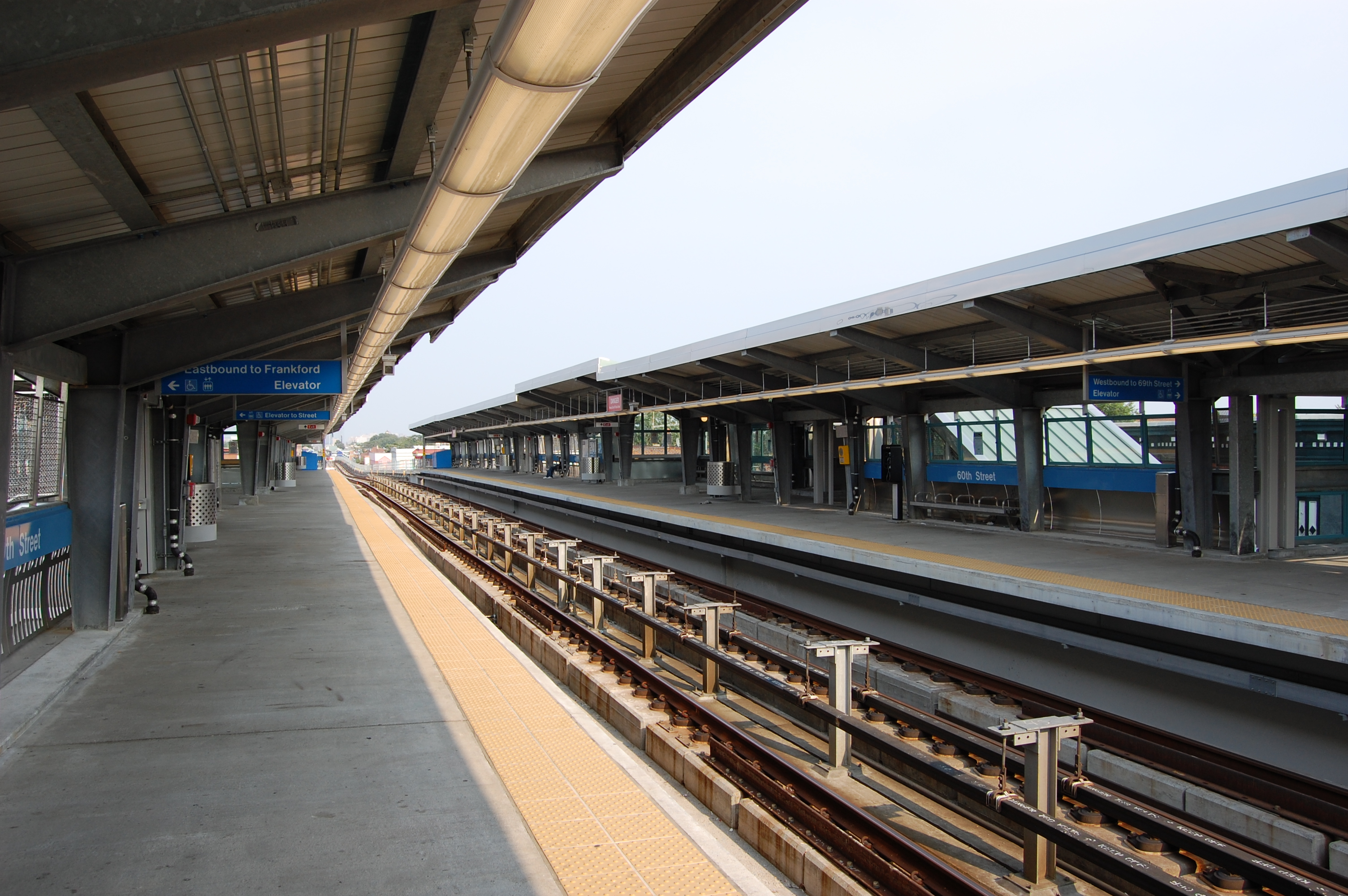
Естакадна станція «60-та Вулиця»
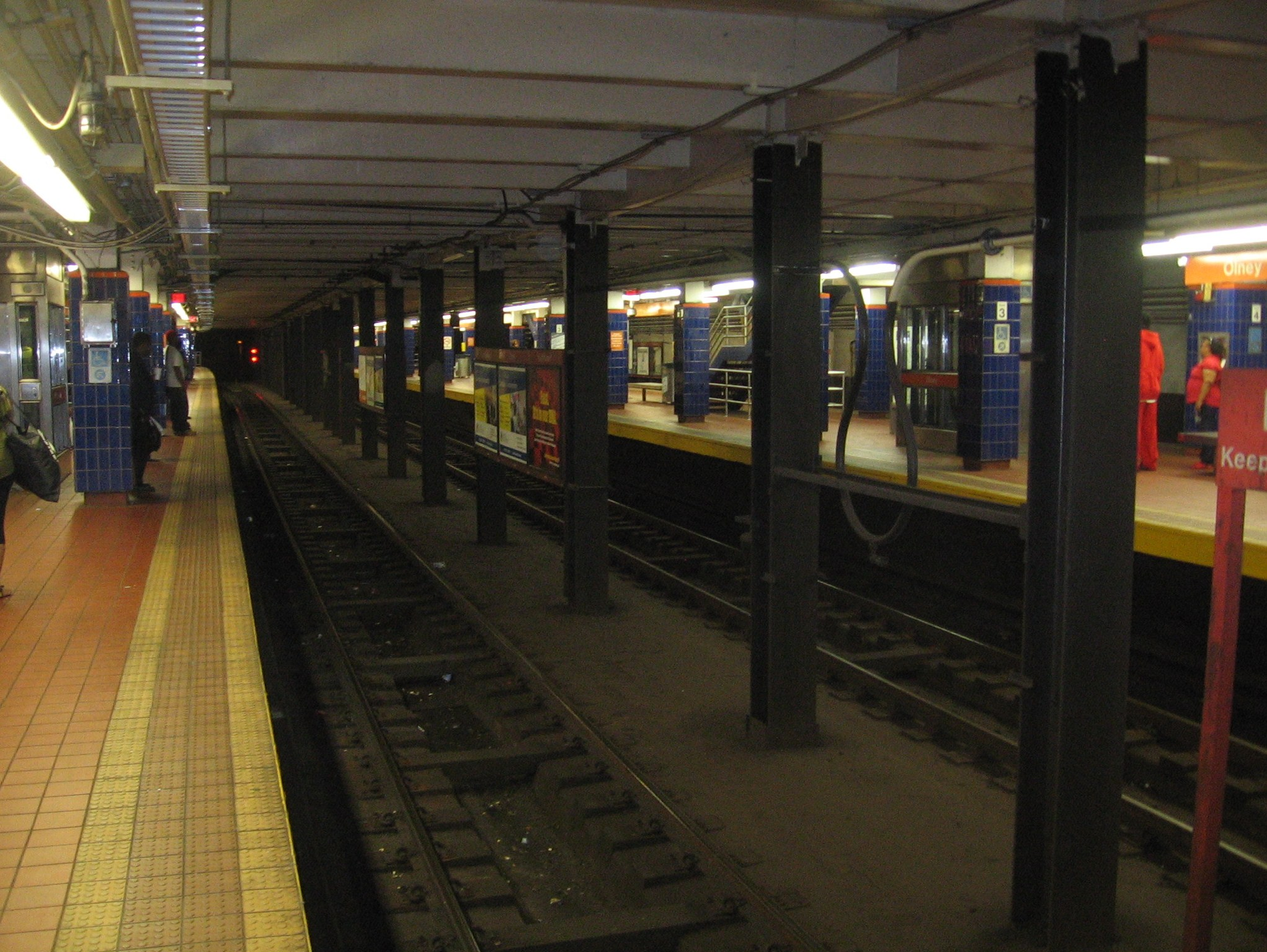
Колії для експрес-потягів на станції «Олні»
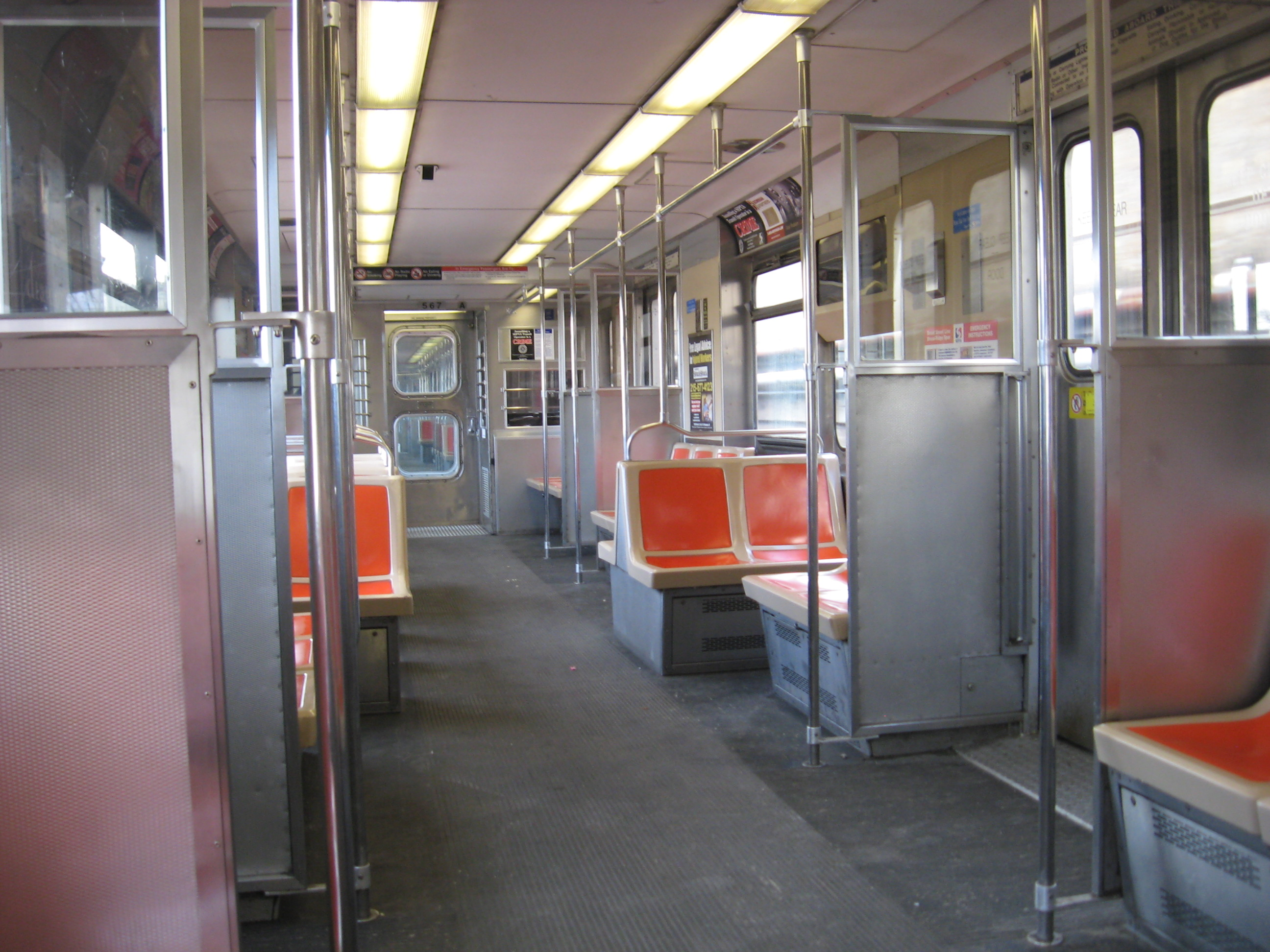
Всередині вагону